# When I feel the sun in tokyo
When I feel the sun in tokyoは2007年6月27日にリリースされたヒラマミキオの4thアルバム。CDコードはMTCD-5024
。

## 解説
- 本作のリリース時より、それまでのトレードマークだった長髪をバッサリと切り、イメージの一新を図っている。また、名義も本作より「ヒラマミキオ」へと変更を行っている。
- M-3「ワタシ侍」とM-5「AM 1:00」の2曲は、配信限定で先行シングルカットもされた。

## 収録曲
1. ある風景
2. normalize
3. ワタシ侍
4. 討論大会
5. AM 1:00
6. SO SWEET
7. 母のモータウン
8. 昨日の君
9. 夕焼けにディスコ
10. セクシーなライン
11. SHOW ME HOW TO LIVE
12. WALTZ? FOR SODOM & GOMORRAH
13. ソドムとゴモラ
14. さいなら
15. 素晴らしい世界
16. 歴史

## リンク
- ヒラマミキオ「When I feel the sun ...」の好きな曲は？(アンケートサイト)